# Domicella
Domicella község (comune) Olaszország Campania régiójában, Avellino megyében.

## Fekvése
A megye nyugati részén fekszik. Határai: Carbonara di Nola, Lauro, Liveri, Marzano di Nola, Pago del Vallo di Lauro és Palma Campania .

## Története
A település neve a latin domus szóból ered, melynek jelentése ház. Első említése a 9. századból származik, bár a régészeti leletek során már az ókorban lakott vidék volt. A következő századokban a laurói birtokhoz tartozó falucska volt. A 19. században nyerte el önállóságát, amikor a Nápolyi Királyságban felszámolták a feudalizmust.

## Népessége
A népesség számának alakulása:

## Főbb látnivalói
Fő látnivalói a San Nicola di Bari-templom, a Palazzo Lupi in Casamanzi valamint a Madonna delle Grazie-apátság.